# ایگان برنال
ایگان آرلی برنال گومیز (اسپانیایی: Egan Arley Bernal Gómez‎؛ متولد ۱۳ ژانویه ۱۹۹۷) یکی از دوچرخه سواران کلمبیایی است که برای Ineos Grenadiers دوچرخه سواری می‌کند. او در تور ۲۰۱۹ فرانسه، در مسابقه پیروز شد و توانست به اولین برنده مسابقه ای آمریکای لاتین تبدیل شود.

## اوایل زندگی
برنال در بوگوتا، بزرگ‌ترین فرزند ژرمن (کارمند کلیسای نمک) و فلور (کارگر کارخانه گل) متولد شد. پدرش یک دوچرخه سوار آماتور مشتاق بوده و از پنج سالگی سوار بر دوچرخه دست دوم شد. در نه سالگی، برخلاف خواسته‌های پدرش وارد شد، و به راحتی در شهر زادگاه خود مسابقه ای بدست آورد. جایزه ای که شامل یک بورس تحصیلی بود.
وی در ابتدا روی ورزش دوچرخه سواری کوهستان تمرکز کرد و برنده مسابقه در برزیل، کاستاریکا و ایالات متحده آمریکا شد و در مسابقات جهانی دوچرخه سواری کوهستان UCI در مسابقات جهانی کراس اوور مسابقات مسابقات قهرمانی جهان دوچرخه سواری کوهستان UCI کسب کرد.